# Приморский заказник
Приморский заказник — государственный природный ландшафтный заказник на севере Приморского района Архангельской области.

## История
16 марта 1998 года вышло постановление главы администрации Архангельской области об образовании Приморского государственного природного парка регионального значения, который так и не был создан. Приморский заказник был образован 29.12.2004, с целью сохранения и восстановления особо ценных или типичных природных ландшафтов и их составных частей поддержания биоразнообразия, организации охраны, воспроизводства и регулирования численности животных, обеспечения права местного населения на благоприятную окружающую среду и традиционные виды промысла, восстановление и поддержание климаторегулирующих свойств защитной полосы притундровых лесов, организации охраны геологического и палеонтологического достояния Зимнего берега Белого моря, поддержания общего экологического баланса охраняемой территории, в том числе при осуществлении использования территории заказника. Общая площадь заказника — 439312,0 га. На территории заказника находится месторождение алмазов им. Ломоносова, разработка которого наносит вред окружающей среде.

## Расположение
Заказник расположен на северо-западе Беломорско-Кулойского плато, на территории Поморского и Беломорского участковых лесничеств Архангельского лесничества. По материалам лесоустройства 1992 и 2007 годов площадь земель лесного фонда в границах заказника составляет 440 045 га. Лесные земли занимают 61,7 % общей площади заказника и, практически полностью представлены покрытыми лесом площадями. Нелесные земли занимают 38,3 %, основными из которых являются болота.

## Основные объекты охраны
По территории заказника протекают семужьенерестовые реки: Куица, Това, Куя, Большие Козлы, Большая Торожма, Зимняя Золотица с притоками Летняя и Светлая. В Зимних горах на территории заказника имеется местонахождение вендской фауны — Зимнегорское. Мощность ископаемых остатков по всей толще поздневендских отложений в Архангельской области достигает одного километра. Горные породы поздневендского возраста в Архангельской области выходят на дневную поверхность в юго-восточном Беломорье. Район около 350 км длиной и 250 км шириной ограничен с севера и запада юго-восточным побережьем Белого моря, с юга — средним течением реки Онега, а с востока — устьем реки Пинега. Отложения позднего венда здесь представлены преимущественно зелёноцветными алевролитами, аргиллитами и песчаниками, весьма слабо литифицированными. В 1999 году на Зимнем берегу учёными был извлечён отпечаток дикинсонии длиной 55 см, благодаря чему удалось доказать принадлежность вендских организмов к царству животных.